# Ibrahim Touqan
Ibrahim Touqan (Naplouse, 1905 - Jérusalem, 2 mai 1941) est un poète palestinien. Il est connu pour être l'auteur de Mawtini.
C'est le frère de Fadwa Touqan.

## Biographie
Il est le frère de la poétesse Fadwa Touqan et de l'homme politique Ahmad Toukan.

Il a effectué ses études universitaires (1923-1929) à l'université américaine de Beyrouth. Il a enseigné la littérature arabe à l'École nationale An-Najah (actuelle université nationale An-Najah).
Il a travaillé ensuite comme professeur à l'université américaine de Beyrouth. Il a écrit son premier poème à l'âge de 18 ans. Avec Abu Salma (Abd al-Karim al-Karmi) et Abd al-Rahim Mahmud, Ibrahim représentèrent le summum à partir des années trente, de la vague des poètes nationalistes qui enflammèrent la Palestine tout entière par l'agitation et l'éveil révolutionnaire.
Son poème Mawtini (ma patrie) a été repris par un compositeur libanais Mohamed Fleyfel et est connu dans tous le monde arabe. Il est aujourd'hui considéré par de nombreux Palestiniens comme leur hymne national. 
Il est mort en mai 1941 à la suite de problèmes à l'estomac à l'hôpital français de Jérusalem à l'âge de 36 ans.